# Sphecomorpha
Sphecomorpha is een kevergeslacht uit de familie van de boktorren (Cerambycidae). De wetenschappelijke naam van het geslacht werd voor het eerst geldig gepubliceerd in 1838 door Newman.

## Soorten
Sphecomorpha omvat de volgende soorten:
- Sphecomorpha chalybea Newman, 1838
- Sphecomorpha faurei Tavakilian & Peñaherrera, 2007
- Sphecomorpha forficulifera (Gounelle, 1913)
- Sphecomorpha murina (Klug, 1825)
- Sphecomorpha rufa Gounelle, 1911
- Sphecomorpha vespiventris (Bates, 1880)